# Mykoła Katerynczuk
Mykoła Dmytrowicz Katerynczuk, ukr. Микола Дмитрович Катеринчук (ur. 19 listopada 1967 w miejscowości Ługowoje w Kraju Ałtajskim w Rosji) – ukraiński polityk i prawnik, kandydat nauk prawnych, deputowany.

## Życiorys
Ukończył Kijowski Uniwersytet Narodowy im. Tarasa Szewczenki. W latach 1995–2002 był dyrektorem w kancelarii adwokackiej. W 2002 i 2006 uzyskiwał mandat deputowanego do Rady Najwyższej (z ramienia Bloku Nasza Ukraina). Należał do Ludowego Związku „Naszej Ukrainy”, którą opuścił partii po zawiązaniu koalicji z Partią Regionów. W 2005 przez kilka miesięcy pełnił funkcję zastępcy szefa administracji podatkowej. W 2007 stanął na czele Europejskiej Partii Ukrainy, w imieniu której podpisał porozumienie o zawiązaniu koalicji Nasza Ukraina-Ludowa Samoobrona. W przedterminowych wyborach w tym samym roku po raz trzeci został posłem. W 2012 utrzymał mandat z ramienia Batkiwszczyny. W 2014 dołączył do Bloku Petra Poroszenki.